# Huncho Jack
Gli Huncho Jack sono stati un superduo statunitense composto dai rapper Travis Scott e Quavo.

## Storia

### 2016-2017: Formazione e album
Durante dicembre 2016, Quavo ha annunciato che lui e Travis Scott avrebbero pubblicato un album collaborativo all'Apple Music Wav Radio di quest'ultimo, mostrando in anteprima alcune tracce. Il 3 aprile 2017 anche Scott ha confermato l'album in un'intervista con GQ. I due avevano già collaborato nel 2015 in Oh My Dis Side dall'album di debutto di Scott Rodeo, nel 2016 in Kelly Price dei Migos dall'album Culture e in Pick Up the Phone con Young Thug e nel 2017 in Know No Better dei Major Lazer con Camila Cabello.
In un'intervista a Montreality del 18 settembre 2017, Quavo ha dichiarato che l'album collaborativo sarebbe stato pubblicato "molto presto" e che lui e Scott avevano oltre venti brani registrati. Il 7 dicembre 2017 Quavo ha confermato in un'intervista con Zane Lowe che il titolo del progetto sarebbe stato Huncho Jack, Jack Huncho. L'album è stato pubblicato sotto lo pseudonimo Huncho Jack due settimane dopo, il 21 dicembre 2017 da Grand Hustle Records, Epic Records, Cactus Jack Records, Quality Control Music, Capitol Records e Motown e ha raggiunto la terza posizione della Billboard 200.

## Discografia

### Album in studio
- 2017 - Huncho Jack, Jack Huncho